# Zeitgemeinschaftsanschluss
Der Zeitgemeinschaftsanschluss ist eine technische Variante des Gemeinschaftsanschlusses in der Kommunikationstechnik. Hierbei werden technische Ressourcen, Doppeladern im Anschlussnetz und/oder vermittlungstechnische Einrichtungen, zeitgesteuert verschiedenen Teilnehmern zugeordnet. So werden Anschlussleitungen von Unternehmen oder Behörden nach Geschäftsschluss auf private Teilnehmeranschlüsse umgeschaltet. Für diese privaten Teilnehmer ist ankommender Verkehr ganztags und abgehender Verkehr nur außerhalb der Geschäftszeiten möglich. Zeitgemeinschaftsanschlüsse wurden Mitte der 1980er Jahre bei der Deutschen Post der DDR eingesetzt. Im öffentlichen Telefonnetz werden sie in Deutschland nicht mehr verwendet.